# Scuola Teologica di Halki

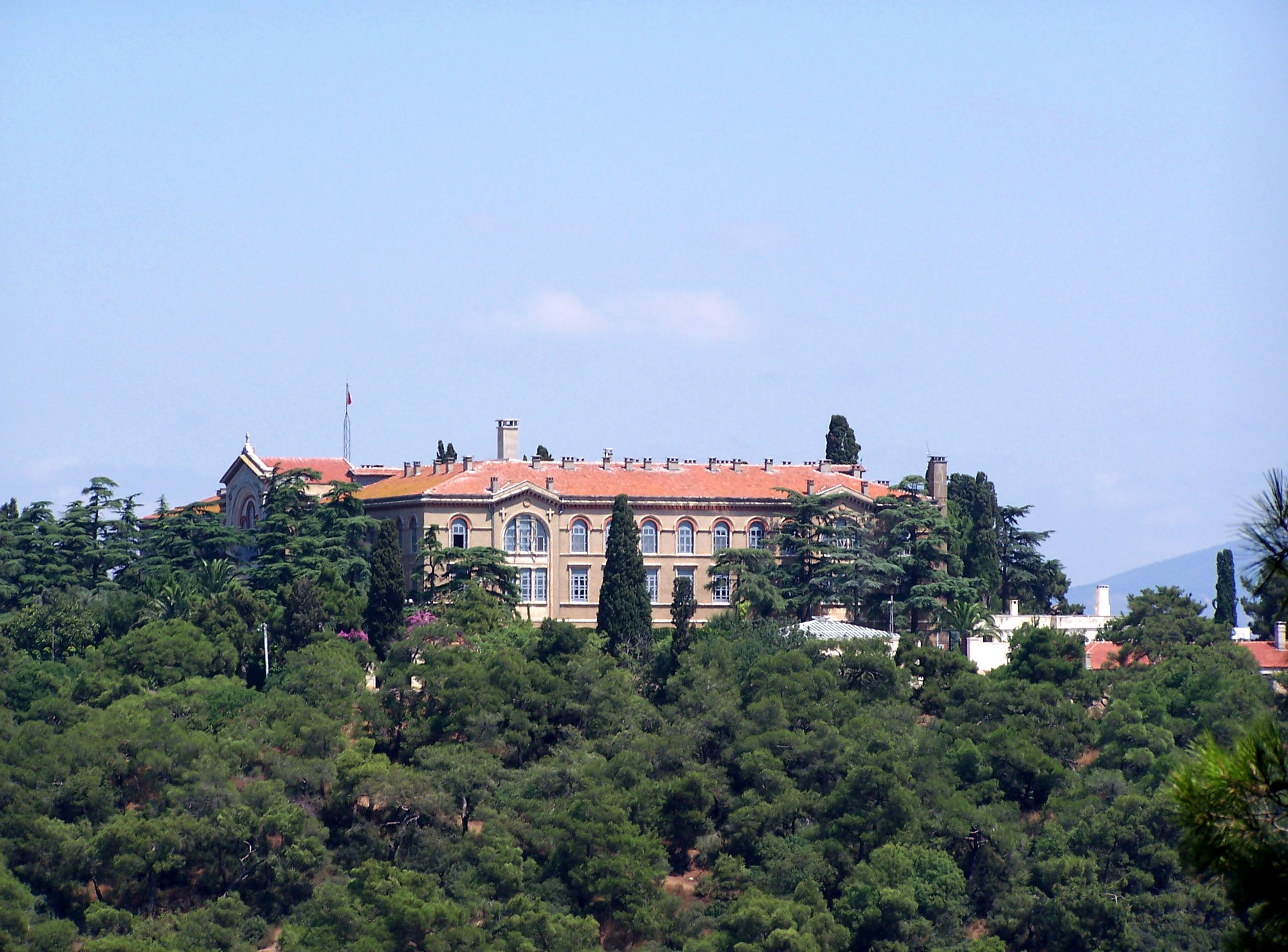
La Scuola Teologica di Halki in cima alla Collina della Speranza.

Il seminario di Halki, formalmente la Scuola Teologica di Halki (in greco Θεολογική Σχολή Χάλκης? e in turco Ortodoks Ruhban Okulu), fu fondato il 1º ottobre 1844 sull'isola di Chalki (in greco; in turco Heybeliada), la seconda più grande delle Isole dei Principi nel Mar di Marmara. Fu la principale scuola di teologia del Patriarcato ecumenico di Costantinopoli della Chiesa ortodossa fino a quando il parlamento turco non emanò una legge che vietava gli istituti di istruzione superiore privati nel 1971. La scuola teologica si trova in cima alla Collina della Speranza dell'isola, sul sito del monastero bizantino della Santissima Trinità. I locali della scuola continuano ad essere gestiti dal monastero e vengono utilizzati per ospitare conferenze. È possibile visitare l'isola, che si trova all'incirca a un'ora in barca dalla costa di Istanbul. È in corso una campagna internazionale per riaprire questa scuola teologica, come denunciato dal senatore americano Ben Cardin del Maryland al Congresso degli Stati Uniti.

## Storia
Il seminario si trova sul sito del Monastero della Santissima Trinità, fondato dal Patriarca Fozio I quasi mille anni prima della fondazione della scuola teologica. Durante il dominio ottomano, il monastero cadde in rovina. Nel 1844, il Patriarca Germano IV convertì il monastero in una scuola di teologia, che fu inaugurata il 1º ottobre 1844. Tutti gli edifici, ad eccezione della cappella del XVII secolo, furono distrutti dal terremoto di Istanbul del 1894, ma furono ricostruiti dall'architetto Periklis Fotiadis e inaugurati il 6 ottobre 1896. Questi edifici furono anche rinnovati negli anni '50.
Quando fu fondata nel 1844, la scuola aveva sette gradi, quattro di scuola superiore e tre di livello universitario. Nel 1899, la divisione della scuola superiore fu sciolta e l'istituto funzionò come un'accademia con cinque gradi. Nel 1923, con l'istituzione della Repubblica turca, fu ripristinato il sistema dei sette gradi (4 scuole superiori + 3 livello superiore). Nel 1951 fu cambiato in 3 scuole superiori + 4 di livello superiore. 
Le strutture includono la Cappella della Santissima Trinità, istituzioni sportive e ricreative, dormitori, un'infermeria, un ospizio, uffici e la biblioteca della scuola con la sua storica collezione di libri, riviste e manoscritti. La biblioteca contiene oltre 120000 libri. 
Ci sono stati 990 laureati della scuola teologica e molti sono diventati sacerdoti, vescovi, arcivescovi, studiosi e patriarchi. Molti ex studenti sono sepolti nei terreni della scuola. Cristiani ortodossi di tutto il mondo hanno frequentato e si sono diplomati presso la scuola teologica e gli ex studenti sono distribuiti in tutto il mondo.

## Chiusura forzata
Nel 1971, alcune parti della Legge sull'università privata furono giudicate incostituzionali dalla Corte costituzionale turca, che stabilì che tutte le università private dovevano essere affiliate a un'università statale; successivamente tutti gli istituti privati di istruzione superiore sono entrati a far parte delle università statali o chiusi. L'articolo 130 della Costituzione turca del 1961 affermava che: 
 Tuttavia, l'articolo 132 affermava che: 
 La sezione del seminario della scuola Halki è stata chiusa e sebbene il liceo rimanga aperto, il governo turco non consente più agli studenti di frequentarla. La scuola è attualmente utilizzata solo per conferenze, incluso il Simposio ambientale internazionale.
Il 2 novembre 1998 un'agenzia del governo turco ordinò al consiglio di amministrazione di Halki di sciogliersi. Le critiche internazionali hanno portato alla revoca dell'ordine il 25 novembre 1998.

## Rischi per il seminario
Nel novembre 2007, la Cappella della Trasfigurazione di Nostro Signore del XVII secolo al seminario di Halki, sopravvissuta al terremoto del giugno 1894, fu quasi completamente demolita dalle Guardie forestali dell'autorità forestale turca. Non è stato dato alcun preavviso per i lavori di demolizione, organizzati dal governo turco, e sono stati fermati solo dopo gli appelli del Patriarca ecumenico.

## Campagna per la riapertura
Il seminario di Halki ha ricevuto attenzione internazionale negli ultimi anni. Nell'ottobre 1998, entrambe le camere del Congresso degli Stati Uniti approvarono risoluzioni a sostegno della riapertura di Halki. L'Unione europea ha anche sollevato la questione nell'ambito dei suoi negoziati sull'adesione della Turchia all'UE. Il presidente degli Stati Uniti Bill Clinton visitò Halki durante la sua visita in Turchia nel 1999 ed esortò il presidente turco Süleyman Demirel a consentire la riapertura della scuola.
 

In un discorso davanti al parlamento turco del 6 aprile 2009, il presidente degli Stati Uniti Barack Obama riaffermò la necessità per la Turchia di consentire la riapertura del seminario di Halki: 
 Queste esternazioni furono riprese dal segretario di Stato americano Hillary Clinton durante una cena a Washington in onore del loro ospite, il patriarca ecumenico Bartolomeo I.
I commentatori hanno notato che mentre il governo turco può sembrare esteriormente disposto a riaprire il seminario, non sono in atto iniziative concrete a causa di ostacoli politici interni. Le disposizioni per la riapertura richiedono emendamenti costituzionali, che possono essere utilizzati come strumento dai partiti di opposizione per alimentare la retorica nazionalista.
Nel 2010, un giornalista del quotidiano turco Today's Zaman ha chiesto ai funzionari del Patriarcato ecumenico se c'erano piani per portare la questione alla Corte europea dei diritti umani. I funzionari del patriarcato hanno risposto che non volevano perseguire quella via legale. Tuttavia, il patriarca Bartolomeo ha indicato che potrebbero doverlo fare se non ci fossero progressi verso la riapertura della scuola teologica.
Nel marzo 2012 si è verificato un incontro in Corea del Sud tra il primo ministro turco Erdoğan e il presidente Barack Obama degli Stati Uniti. In questa riunione, il Primo Ministro Erdoğan ha indicato al Presidente Obama che il Seminario di Halki sarebbe stato riaperto nell'ambito degli sforzi della Turchia per proteggere le minoranze religiose.
Nel gennaio 2013, il quotidiano turco Today's Zaman ha pubblicato la notizia che il Consiglio delle Fondazioni ha restituito 190 ettari (470 acri) alla Fondazione del monastero di Aya Triada, proprietaria del Seminario di Halki. All'epoca, si trattava della più grande restituzione di proprietà immobiliari a una minoranza all'interno della nazione turca. La maggior parte della proprietà che fu restituita includeva terreni boschivi intorno al seminario.
Dopo un incontro con il presidente turco Erdogan e il ministro degli Esteri Mevlüt Çavuşoğlu il 25 aprile 2018, il patriarca Bartolomeo ha affermato di essere "ottimista" dopo che sia Erdogan che Cavusoglu "gli hanno assicurato che la Scuola sarebbe presto riaperta". Nel febbraio 2019, per la prima volta, il primo ministro greco Alexis Tsipras ha visitato Halki durante la sua visita in Turchia e ha invitato il presidente turco Recep Tayyip Erdoğan a consentire la riapertura della scuola. Tsipras ha anche suggerito che la volta successiva che avrebbero potuto visitare insieme il seminario di Halki.

## Alunni
Nella storia della scuola teologica ci sono stati 990 laureati in totale. Gli ex studenti includono: 
- San Crisostomo di Smirne
- San Raffaele di Brooklyn
- Antim I
- Patriarca ecumenico Bartolomeo I di Costantinopoli
- Patriarca ecumenico Demetrio I di Costantinopoli
- Patriarca ecumenico Atenagora I di Costantinopoli
- Patriarca ecumenico Costantino VI di Costantinopoli
- Patriarca ecumenico Germano V di Costantinopoli
- Patriarca ecumenico Massimo V di Costantinopoli
- Patriarca Elia IV di Antiochia
- Partenio III di Alessandria
- Arcivescovo Chrysanthus di Atene
- Arcivescovo Spyridon di Atene
- Arcivescovo Spyridon d'America
- Arcivescovo Michele d'America
- Arcivescovo Iakovos d'America
- Arcivescovo Stylianos dell'Australia ed Esarca dell'Oceania
- Cornelio di Petra
- Christoforos Knitis
- Makarios II di Cipro
- Ioakeim Martianos
- Melitone, metropolita di Calcedonia
- Metropolita Nikiforos di Didymoteicho, Orestiada e Soufli
- Metropolita Panteleimon del Belgio
- Teofilattos Papathanasopoulos
- Panteleimon Kotokos